# 絶体絶命都市3 -壊れゆく街と彼女の歌-
『絶体絶命都市3 -壊れゆく街と彼女の歌-』（ぜったいぜつめいとし3 こわれゆくまちとかのじょのうた）は、アイレムより2009年4月23日に発売されたPlayStation Portable用ゲームソフト。災害をテーマとしたサバイバルアクションアドベンチャー「絶体絶命都市シリーズ」の三作目。シリーズでは唯一日本のみの発売となっている。

## 概要
前作『絶体絶命都市2 -凍てついた記憶たち-』から3か月後の2011年3月の設定。また前作登場人物も2人登場しており、作中で入手できる雑誌や新聞記事で僅かながら繋がりがある。
前作は水害から本作は大地震によって被災した海に浮かぶ大都市からの脱出がテーマとなる本作のサブタイトルには「彼女の歌」とある通り、ストーリーの随所でヒロインが歌で人々を勇気付ける歌唱シーンをムービーで描くなど、主人公と同行者とのボーイ・ミーツ・ガール的な内容が象徴的な要素となっている。今作から女性主人公も選択可能になったがストーリーそのものはほぼ変わらない。
作中のいたるところで入手閲覧できる防災マニュアルは防災・危機ジャーナリストの渡辺実が監修を務め、ハードをPSPに移したことによりスケールは縮小されたが、火災旋風などの今までに無い災害やアドホックモードを使ったマルチプレイモードが追加された。ストーリーも防災マニュアルの記述に沿ってシミュレートする展開が多い。
2011年3月、『絶体絶命都市4 -Summer Memories-』の発売中止に前後し、『絶体絶命都市』の全シリーズが販売終了・廃盤。DL版の販売も中止されたことで入手はパッケージ版の在庫限りとなった。
2014年12月、アイレム社ゲーム部門の中核を担う名倉剛、九条一馬が独立したゲーム会社グランゼーラは、アイレムより『絶体絶命都市』シリーズタイトル（新規タイトルを含む）に関する全世界でのIPおよび販売権を取得。ゲームアーカイブス配信が順次開始され、2015年7月29日には本作のダウンロード販売が再開された。

## ゲームシステム
複数の主人公が異なる立場で同じ災害に遭遇するオムニバスストーリーだった前作とは異なり、1作目同様に一人の主人公を操作して絶体絶命な状況をパートナーと生き抜くストーリーに戻った。
同行するパートナーには選択肢や行動で上下する好感度が設定されており、会話、エンディングなどに影響が出る（咲のみベンチで休憩した際の反応も変わる）。ただし、いずれも女性でパートナーの違いによるルート分岐は無い。
前々作の「渇き」と前作の「体調」に代わり、今作では「体力」と、体力の上限値を圧迫し、イベントでも変動する「ストレス」に気を配らねばならない。また、体力が減ると視野が悪くなって走ることができなくなり、最後にはゲームオーバーとなる。
回復にはアイテムやベンチでの休憩が必要で、パートナーの歌を聴く事でストレスを解消する事もできるが、力任せな雑なプレイではすぐに体力及びストレスが悪化するため、頭を使った丁寧、かつ迅速な操作が必要とされる。
主人公は男女のどちらから選択するが、一部のキャラの対応などを除けばストーリーは全く同じである。また名前の変更は可能だが、変更すると名前が音声で読み上げられなくなる。
またゲーム内の行動と選択肢により変化していく性格と内容は以下の通り。
情熱型
感情を前面に出して行動や選択肢を多く選ぶとなる性格。ややストレスを受けやすい反面、咲の歌によるストレス回復効果が高い。アイテムによるストレス回復効果は普通。
冷静型
ハプニングに動じず、冷静に物事を考える選択肢を多く選ぶとなる性格。ストレスを受けにくい反面、アイテムや咲の歌による回復効果も低い。
臆病型
さまざまな事態に備え、何事にも慎重な姿勢で構える行動や選択肢を多く選ぶとなる性格。非常にストレスを受けやすい反面、アイテムによる回復効果も高い。咲の歌によるストレス回復効果は普通。

ゲーム中には自由に着替える事が出来る多数のコスチュームが配置されている。主人公の性別で異なる制服、私服、コスプレなどの他に、帽子、靴、手袋といった部位毎にもバリエーションが富んでいるものの、服は上下セットなので前作のような組み合わせは出来ない。また主人公の初期衣装や同行者の服は若干破れており、顔に汚れが付く演出はあるが、1作目の服が破損したり包帯が巻かれていく演出、2作目の濡れの演出といった状況に応じた外見上の変化は無くなり、同行者の着替えも不可能となった。
また、マルチプレイモードでのみ入手可能の装備やコンパスも存在する為、通信プレイが出来ないプレイヤーには手に入れる手段が無い。

## ストーリー
前作から3か月後の2011年3月。翌4月からセントラルアイランドの大学へ通うことになった香坂直希(または牧村里奈)は、セントラルアイランドへ向かう高速バスに乗っていた。
バスがセントラルアイランドの島へと続く海底トンネル「春崎ラグーンライン」内を走行中に大きな揺れが生じバスは横転、その衝撃で主人公は気を失った。
しばらくして気を取り戻した主人公は車内の状況に驚愕、とりあえず危険なバスの中から脱出を試みるのであった。

## 登場人物

### 主人公
香坂直希か牧村里奈から選択する。新大学生である主人公は春から新生活のためにセントラルアイランドを目指していたが、島へと続く海底トンネルの中で地震に遭遇。本条咲や羽月彩水と様々な困難を乗り越えて市役所の避難所に辿り着くが、羽月大悟がテレビ番組で暴言を吐いた為に彩水を狙う暴徒に追われ、逃げ込んだ羽月建設ビルで事の真相と対面することになる
香坂 直希（こうさか なおき）声 - 鳥海浩輔
男性主人公。19歳。里奈より体力面や段差を登る速度は勝るが、ストレス面では影響を受けやすい。2周目以降で咲と親しくなり、且つ選択肢次第では恋愛に発展する展開が伺われる。

牧村 里奈（まきむら りな）声 - 広橋涼
女性主人公。18歳。直希より体力面や段差を登る速度は劣るが、ストレス面では影響が受けにくい。またアイテムが難しい場所に配置される傾向にある。
咲との恋愛関係への発展を伺わせる直希に対し、彼女の恋愛対象となるような男性キャラは存在しないが、その一方で彩水と親しくなると彼女から「お姉様」と呼び慕われる展開は用意されている。
選択肢に応じて性格が変化し、エンディングは同行者二人の好感度で以下のように分岐。2周目以降はスタッフロール後に親しくなったパートナーからメールや手紙が来る。
１，海に消える彩水を前に茫然と立ち尽くす。
２，転落する彩水と共に海へと落下する
咲の好感度が高いと咲の乗るヘリに、彩水の好感度が高いと通り掛かった船に救助されて生還するが両者の好感度が低かった場合は彩水と共に衰弱死する。

### 同行者
本条 咲（ほんじょう さき）
声 - 生天目仁美
ヒロイン兼パートナー。セントアイランド市民病院で看護師をしていた女性。22歳。『巨影都市』や『絶体絶命都市4Plus』にも本作から唯一人出演している。
ミュージシャンになる夢を諦めきれずに島から出ようとしたところで地震に遭遇し、車と瓦礫の間に挟まって動けずにいた。歌を歌わなくなった今でも歌声は聴く者の心を励まして勇気付けると共に、ゲーム中では歌を聴くことでストレスゲージを下げる事もできる。
気丈でどんな状況でも落ち着いているが、終始行動を共にする主人公の冗談まじりな返答にも柔軟に対応するノリの良い一面もある。
主人公に無視された時にはややショックを受けるなどの傷付きやすくムキになり、羽月彩水との別れ際には手持ちの食糧を全部譲ろうとするなど年下にはお姉さんぶるところもある。
過去にバンドメンバーだった彼氏と喧嘩別れしたが、後に彼の友人から父親の工場を継ぐためだと知る。公式サイトでは本作開始前に彼女が書いたという設定のブログが掲載されていた。
2周目以降のエピローグでは主人公とメールアドレスを交換する程に仲良くなっており、新曲が仕上がったことや夢が叶ったことを明かした上で主人公をライブに誘う。終盤で告白する選択肢が存在する直希を主人公に選んでいた場合はエピローグにて彼に対して恋愛感情を見せるような一文が追加されるが、彩水を助けなかった場合は彼女の死について悲しげに綴る文章に変わる。

羽月 彩水（はづき あやみ）
声 - こやまきみこ
高校生。セントラルアイランドの建設工事を受注した「羽月建設」の社長・羽月大悟の娘。
大人しい性格で一見か弱い同行者だが、咲と違って一緒にベンチに座る事はなく、彼女と2人だけで行動する機会も殆ど無い（選択次第では一度も無い）。
兄のように尊敬し頼りにする氷川を追って主人公達と別れるも、再会以降は行動を共にする。
また、里奈を主人公に選んだ場合は選択肢次第では里奈のことを「お姉様」と呼び慕い、同時に心酔したような一面に加え、咲には嫉妬心を露わにするなどコミカルな面も見せる。

正体は震災の裏で起きていた石沢による森田信輝殺害計画の首謀者であり、氷川と共謀して、森田と羽月が景子を殺すように仕向けた張本人。
羽月建設がセントラルアイランドの工事受注と莫大な資金とを取るために、羽月大悟が「森田グループ」の会長・森田信輝に妻を差し出したことで生まれるが、2人の父親を「母を犠牲にし、蹂躙した」と激しく憎悪して育つ。また、深く愛する母が石沢要一の元妻に怨嗟の言葉をぶつけられたショックで衰弱死した事で、石沢親子を母の死の遠因と見做す。
しかし森田の始末には成功したものの、羽月には島を脱出され、自身も被災。利用していた石沢に人質に取られるという予想外の事態に口を滑らせた事で景子の死に関与していた事に気付かれて上記を告白し、屋上から落ちそうになった石沢を庇って海に転落する。
主人公が助けようとした場合は共に転落し、後に救助ヘリか、通り掛かった船に救助される。助けようとしなかった場合はそのまま行方不明となる（エピローグによると発見されなかった模様）。
救出し且つ好感度が高かった場合、2周目以降のエピローグにて主人公に手紙を送る。それによると、父の罪が明るみに出た一方で、復讐の為に石沢を殺人に駆り立てた自身と氷川の罪は問われる事が無かった。しかし高校は辞めて氷川と離れて一人で暮らすようになり、自分の罪と向き合いながら働いている食堂に食べに来るように誘う。

### サブキャラクター
氷川 慶介（ひかわ けいすけ）
声 - 成田剣
崩壊したセントラルアイランドに出没する謎の刑事。「羽月建設」の社長である羽月大悟の息子で、彩水の異母兄。同時に石沢の娘である景子の元婚約者でもある。森田の殺害現場で主人公と咲と出会い、以後も所々で遭遇する。
実は彩水の本当の父親は森田である為、実際は異父兄にあたる。彩水から母の復讐として石沢が森田と羽月大悟を殺すように仕向けるという計画を持ちかけられ、結局は断り切れずに協力をする。その後、計画の一端として景子に近付き、婚約。彼女が森田グループの不正を探るように仕向けていたが、それでも計画に反対の意を示していたために彩水を説得したり石沢を止めるような行動も行っている。
二日目の夕方に石沢を止めるべく、川に落ちた彼に銃を向けていたが、地震により逆に自分が転落して行方不明になってしまう。しかし生存しており、羽月建設ビルに先回りして暴徒から主人公達を救う。屋上では彩水を人質に取った石沢と対峙していたが、主人公と咲が石沢の気を逸らした隙に銃撃し、彩水を救出した。その後、彩水の告白と共に自身も景子を利用する為に近付いた事を白状し、真相を知った石沢に「景子を愛していたのか？」と問いかけられるも、はっきりとした返答をする事が出来なかった。彩水が生存し且つ好感度が高かった場合のエピローグによると彩水とは離れて暮らすようになったらしいが、妹と同様に石沢親子を利用した罪が問われる事は無かった。
石沢 要一（いしざわ よういち）
声 - 菅原淳一
地質学者。かつてセントラルアイランドの開発に備わっており、島の地質調査を行ったことがある。また、娘である景子と共に羽月彩水を実の娘のように可愛がっており、それ故に彼女の行動を度々心配していた。セントラルアイランドの地盤が孕む危険性を訴え続けたが、後に危険性の事実を隠蔽した森田信輝と羽月大悟の策略によって学会を追放された。混乱の最中にあるセントラルアイランドで、その崩壊の危険性を説いていた所、主人公達と遭遇する。
森田殺害の犯人であり、娘の景子が森田と羽月に殺されたことを知り、復讐のために森田を殺害したが、その一方で避難所では島の水没を訴え、被災者達の避難を促していた。やがてもう一人の仇である羽月大悟がすでに島を脱出していたことを知ると、今度は娘を失った自分と同じ思いを羽月に味わわせるために彩水を殺害しようと画策する。実際は自身の復讐は彩水と氷川に仕組まれた事であったのだが、真実を知らないまま彩水の命を狙うようになり、事態は首謀者である彩水の思惑とは全く別の方向に進み始める。犯行を止めようとした氷川にも一度襲われて川に流されかけるが、氷川が濁流に呑まれた事で何も知らない主人公達に助けられた。その翌朝、突如として姿を消す。
かつて妻子と共に彩水の母の病室を訪れた際、当時の妻が羽月によって石沢が学会を追放された事への怨嗟の言葉を彩水の母にぶつけた為に、その死の遠因を作ってしまう。石沢自身は妻を止めようとしていたが間に合わず、その後元凶となった妻とは別れたものの自身と娘の景子が彩水に逆恨みされ、親子共々復讐の道具にされてしまった。
最後は羽月建設ビルにて彩水を人質に取ったものの、氷川の隙を突いた銃撃や咲及び主人公の行動によって阻止され、直後に一連の自分の行動が彩水と氷川の計画だったことや景子の死もその計画の一端であったことを知らされ、その場で項垂れながら絶叫する。その後、彩水には復讐を果たして満足したのか、氷川には景子を愛していたのかを問いかけるが、最後は余震で転落しそうになったところを自分を利用した張本人である彩水に助けられた。その後の消息については語られない。
森田 信輝（もりた のぶてる）
声 - 佐藤正治
様々な業種の企業を有する「森田グループ」の会長。財界や政界に顔が利き、セントラルアイランドの開発に携わっている。また、自分が持っていた島に首都機能を移転させることで島の価値を高め、政治に介入するための資金力の増大を狙っていたことが石沢の口から明かされている。地震発生時にトンネルの中で事故を起こし、バスから逃げ出した主人公の前で電話を掛けていたが繋がらず、死亡した運転手を罵倒して去って行く。その後、梅野通りのビルの中で死体と化していた。
嘗て、羽月大悟から首都機能移転候補地であるセントラルアイランドの工事受注に便宜を図るよう頼まれ、羽月建設に大規模な工事の仕事を取らせる代わりに莫大な資金と羽月の妻を差し出す事を要求した。その結果、羽月は要求通り妻を差し出したため、羽月の妻との間に彩水を儲けた。つまり彩水の実の父である。その後はセントラルアイランドに欠陥があって大都市計画は不向きであることを知るとそれでも開発を続けさせる為に羽月と共に事実を隠蔽する事を画策し、危険性を訴え続けていた地質学者の石沢要一を策略によって学会から追放させた。更に秘書の石沢景子に真実を知られると羽月と共謀し、口封じのために彼女を自殺に見せかけて殺害する。震災に巻き込まれた際には脱出の手段を探し続けていたが、最後は娘を殺害したという事実を知った石沢に殺害される。
本多 涼子（ほんだ りょうこ）
声 - 坂戸こまつな
前作（『絶体絶命都市2』）に引き続き登場した週刊報都の編集者。島の開発を独占して行ってきた森田グループと羽月建設の取材のためセントラルアイランドにやって来ており、単独で調査をしているが、避難所で出会った主人公と情報交換をした後は市役所でも再び遭遇する。
比嘉 夏海（ひが なつみ）
声 - 立野香菜子
前作（『絶体絶命都市2』）や前々作（『絶体絶命都市』）に引き続き登場したセントラルアイランドのとある高等学校に新任した教師。災難続きの運命を嘆きつつも前向きに生きており、教師として責任感のある行動を見せては暴徒に拉致された生徒達を救おうと懸命に頑張っている。今回も3度目として災害に巻き込まれるが、主人公の選択次第で運命が決まり、助けた場合は生徒達とその場を離れるために主人公にお礼を告げて別れる。見捨てた場合は炎上する倉庫に置き去りにされて消息不明になるが、次回作『絶体絶命都市4Plus』には登場する為、助ける展開が正史となる。
羽月 大悟（はづき だいご）
声 - 緒方賢一
セントラルアイランドの建設工事を受注した「羽月建設」の社長で、羽月彩水と氷川慶介の父親。セントラルアイランドの崩壊の際には島から逸早く脱出をしている。後に島の欠陥説からなる大地震の責任問題をマスコミに問われるが、事実を否認した上で島の住民たちに責任転嫁する形で「文句を言うぐらいなら、島に住まなければよかったんですよ!」と言い放ち、結果として羽月の娘という事になっている彩水に怒りの矛先を向けた避難民が暴徒と化す事になる。
本来羽月建設の規模では取れないような大きな仕事を獲得すると共に独占し、島の建設を足がかりに事業の拡大を狙って莫大な利益を得ることで私腹を肥やそうとしていたことが石沢の口から明かされている。羽月建設の規模では無理だったセントラルアイランドの建設工事の受注を取るために政府にパイプのある森田信輝に莫大な資金と妻を差し出した。彩水はその際に生まれた子であり、血の繋がりは無い。その後はセントラルアイランドに欠陥があって大都市計画には不向きであることを知るとそれでも開発を続けさせる為に森田と共に事実を隠蔽する事を画策し、危険性を訴え続けていた地質学者の石沢要一を策略によって学会から追放させた。また、森田の秘書である石沢景子が真相を突き止めた事を知ると森田と共謀し、口封じのために彼女を自殺に見せかけて殺害する。彩水の好感度を上げ、且つ生存させた場合のエピローグでは、その罪が公にされた事が明らかになるが、羽月大悟自身がどうなったかは不明である。
石沢 景子（いしざわ けいこ）
森田グループの女性秘書であったが、横領が発覚して自殺したと報道される人物。石沢要一の娘で、氷川慶介の婚約者。生前は、氷川の異母妹である羽月彩水のことを実の妹のように可愛がっていた。
父を社会的地位から落とした森田グループと羽月建設の真実を暴くために母方の名字を使って森田グループに秘書として入社しており、後に真相を突き止めたものの、最後はそれに気付いた森田と羽月によって口封じのために殺された。しかし表向きには前述のように発表され、やがて真相を知った石沢が復讐の為に犯行に及ぶ事になる。
森田グループの調査に出たのも父の無念を晴らす目的以上に、氷川の後押しがあったためだがそれは彩水と氷川の計画であり、彼女の死自体が仕組まれたものであった。
柘植 明（つげ あきら）
前作（『絶体絶命都市2』）の主人公の一人であるタクシー運転手。今作ではマルチプレイのあるステージにさり気無く登場する。

## ステージ
1日目
海底トンネル - 春崎ラグーンライン
セントラルアイランドと本土を結ぶトンネル。バスに乗る主人公以外の乗客はトンネル崩落で全滅。地上を目指す道中で本条咲と出会う。
松谷交差点付近
トンネルを抜けて地上に出た先。大地震によって見る影もなく崩壊しており、主人公と咲は激しいショックを受ける。
松谷南付近
大規模な倒壊で瓦礫や自動車が降り注ぐ中を走り抜ける。咲が初めて歌を口ずさむ。
梅野通り
陥没により、高低差の激しい地形は更に爆発によって低地は火の海と化す。
桃垣通り
自動車すら空を舞う火災旋風によって飛来する炎や障害物を避けながら突破する。
本郷ビル 事務所
火災旋風を生き延びた二人はたどり着いたビルで一夜を明かす。咲の好感度によって就寝時の演出が変化する。
2日目
桜町通り
ホテル ハイアーバン
羽月彩水と出会うホテル。外観は保っているが、内部は各階の床が抜け落ちている。
ラグーンモール
彩水の治療道具を探しに入り込む地下街。最後はガス漏れによって爆発を起こす。
藤代通り、あおい住宅街
マンションや住宅街が倒壊し、取り残された親子が金網の中に閉じ込められている。
スーパーマゴヤ
藤代通りにあるスーパーマーケット。中は荒れており、商品も殆ど残っていない。
西第三中学校
咲が歌を披露する避難所の中学校。石沢が水没を訴えた事で被災者は一斉に避難する。
中央記念公園 舞津運河西岸・東岸
河川の氾濫による濁流と雨で地盤が緩んだ事で倒れた時計塔を橋代わりに対岸まで渡る。
百合大橋付近
水没する街を眺めながら咲が2曲目を歌う。
3日目
セントラルアイランド市民病院
咲が勤務する倒壊しかけた病院。中では脱出を諦めた院長が植物状態の妻と最期の時を過ごしている。
セントラルアイランド市役所付近
一部の避難民がストレスで暴徒と化した避難所。倉庫では大規模火災が発生している。
やなぎ住宅街
崩壊した街を障害となる暴徒の手から逃れる為に逃げ隠れしながら進む。
グロリア稲荷
柿山通り
羽月建設ビル
暴徒から逃げながら主人公は崩落するビルを駆け上がる。ビルに入るまでは周囲の街はまだ残っているが、エンディングムービーではいつの間にか島は水没していた。

## 評価
ファミ通のクロスレビューではレビュアー全員が7点の28点（満40点）だった。
Hardcore Gaming 101は「前二作のファンならシリーズを締めくくるに相応しい必携の作品」としつつも「シリーズ中最も弱い作品」と評し、ストレスメーターやアイテムの意味の薄さを指摘した。また、乗り物が無くなった点や本作が日本国外向けにローカライズされなかったことを残念がった。

## 不具合
本作にはいくつかの不具合が確認されており、ゲーム進行に影響を及ぼす致命的なものまで存在する。これらは公式に認められている不具合であり、この他にもバグが存在する。配信再開後のダウンロード版では進行不能になるバグが修正されている。
ホテル ハイアーバンバグ
ゲーム中のエリアの一つのホテル ハイアーバンで、ハシゴを上階から落として階下のハシゴまで向かう場面で黄色い矢印が出ているポイントまで行っても何も起こらないバグがある。同一エリアにあるベンチでセーブしてしまうと回避が不可能になってしまうので以前のセーブデータを別に保存していない限り最初からやり直さないといけない。
スーパーマゴヤバグ
ゲーム中のエリアの一つのスーパーマゴヤにて、二階から一階に降りる際にPSPがフリーズ、電源が落ちてしまう事がある。
グロリア稲荷ロープバグ
ゲーム中のエリアの一つのグロリア稲荷で、ロープを手に入れる場面で、ロープを調べても入手できないバグが確認されている。同一エリアにセーブポイントであるベンチでセーブしてしまったら、以前のセーブデータを別に保存していない限り最初からやり直ししなくてはいけない。
絶体絶命グリップのコンパス
パッケージ内に、絶体絶命グリップのコンパスがゲーム中で入手出来る旨を伝える冊子が入っているが、実際にはそのようなコンパスは存在しない。これは製作の都合で収録を断念したが、これら冊子の修正が間に合わなかった為である。後に公式サイトにお詫びの文が掲載された。
9種類目のエンディング
本作には全9種類のエンディングが存在するが、9種類目のエンディング（途中、一人で脱出するもの）はエンディングリストにカウントされない。